# An (dieu)
Pour les articles homonymes, voir An et Anu.
Anu(m)

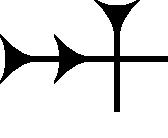
Le signe AN/DINGIR aux périodes tardives.

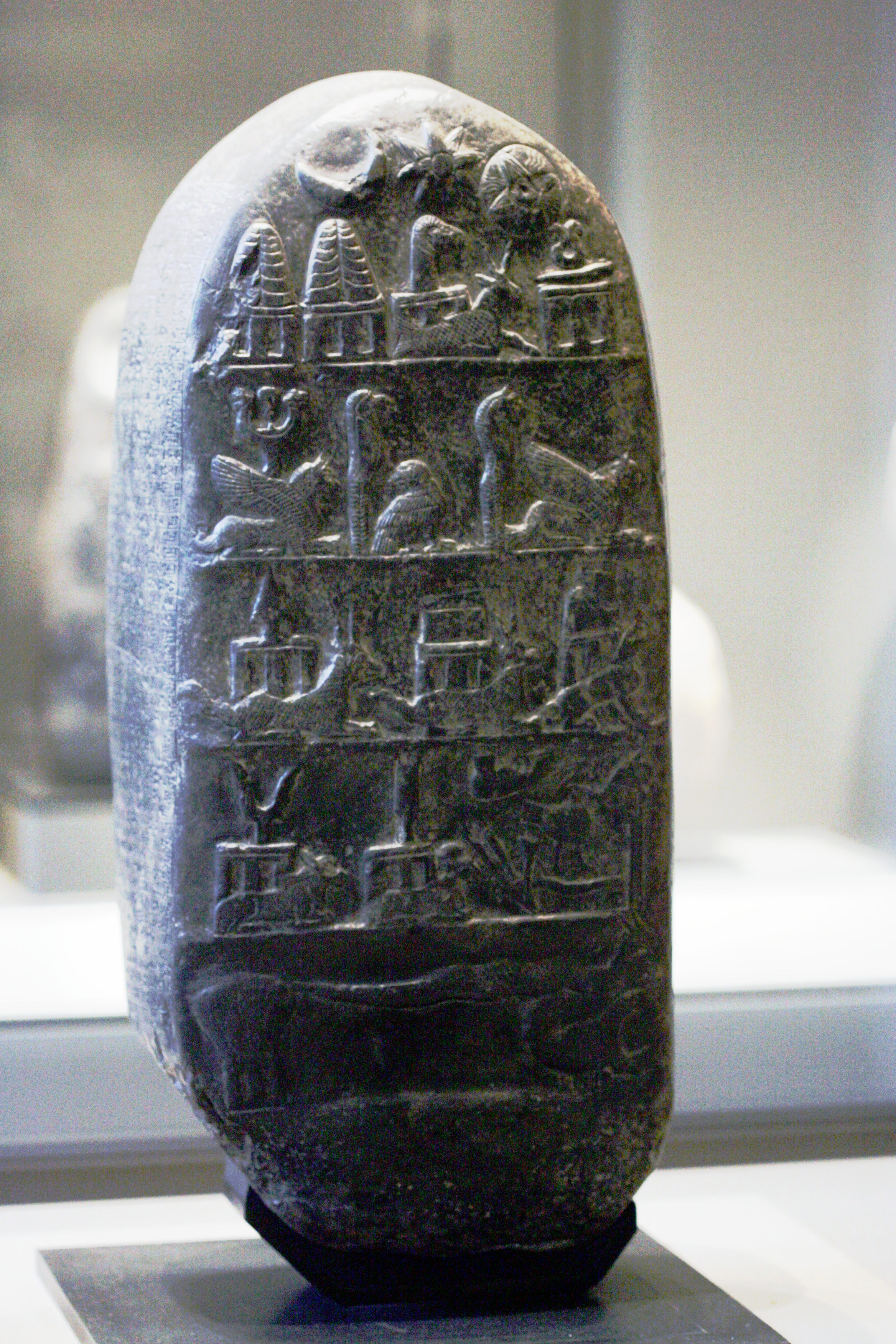
Anu est présent sur le registre supérieur de ce kudurru, à côté des deux autres dieux créateurs: Enlil et Enki, ses fils.

An (en sumérien) ou Anu(m) (en akkadien) figure parmi les divinités majeures de la mythologie mésopotamienne, où il incarne le dieu du ciel, de la végétation et de la pluie. Considéré comme le père des dieux, il règne depuis un royaume céleste d'où il exerce son pouvoir judiciaire sur l'ensemble des criminels. De son union divine naissent notamment Enlil et Enki, faisant de lui l'ancêtre primordial, la source originelle et le garant suprême du pouvoir divin.
Malgré sa position initiale de seigneur suprême du panthéon, An connaît un déclin progressif au profit d'Enlil puis de Marduk, qui s'approprient successivement sa prééminence divine. Cette évolution conduit à sa relégation vers un rôle essentiellement métaphorique, où son nom en vient à désigner simplement les cieux. Ce déclin semble étroitement lié à l'affaiblissement politique et religieux d'Uruk, principal centre de son culte[réf. souhaitée].
La figure d'An demeure paradoxalement discrète dans l'iconographie mésopotamienne, où il est très rarement représenté. Ses attributs iconographiques restent d'ailleurs largement énigmatiques, bien que la tiare soit généralement considérée comme son symbole distinctif, incarnant de manière abstraite sa souveraineté céleste.

## Articles en lien
- Mythologie mésopotamienne
- Enlil
- Religion en Mésopotamie
- Ea (divinité)